# كان (قبيلة)

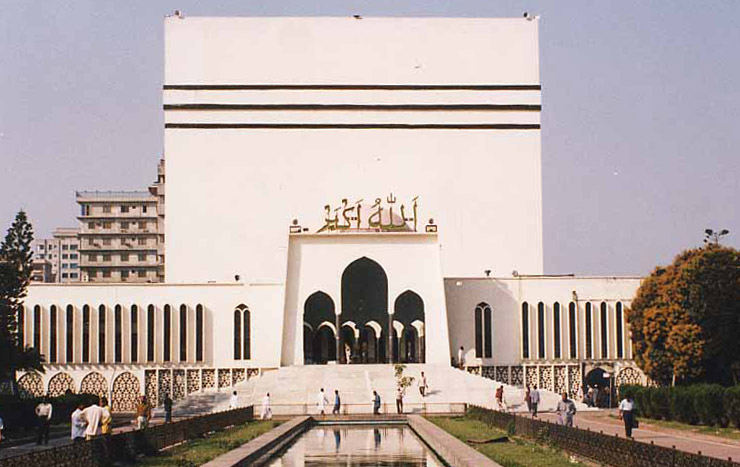
بيت المكرم

الكان هو مجتمع مسلم يوجد في شمال شرق الهند وبنغلاديش. ويعرفون أيضًا باسم خليفة.

## الأصل
الكان، مجتمع مسلم صغير،يمتهن تقليديًاإصلاح المظلات. وفقًا للتقاليد، كان الكان في الأصل أعضاء في مجتمع دوم الذين اعتنقوا الإسلام. بالإضافة إلى إصلاح المظلات، شارك المجتمع أيضًا في صناعة أحواض السمك. يوجد المجتمع بشكل رئيسي في مقاطعات مرشد أباد و24 بارغاناس ونادية في البنغال الغربية ومنطقة فريدبور في بنغلاديش.